# Кеседжи чифлик
Кеседжи чифлик или Кесиджи чифлик (на гръцки: Σιδηροχώρι, Сидирохори, катаревуса: Σιδηροχώριον или Сидирохорион, до 1923 Κεσιτζή Τσιφλίκ, Кесиджи Чифлик) е село в Гърция, Егейска Македония, дем Синтика на област Централна Македония.

## География
Селото е разположено в Сярското поле на около 51 километра северозападно от град Сяр (Серес), на северозапад от Бутковското езеро (Керкини).

## История

### Етимология
Според Йордан Н. Иванов името е от турското kesici, разбойник, касапин, nomen agentis от глагола kesmek, режа, сека.

### В Османската империя
В края на XIX век Кеседжи чифлик е чисто българско село в Демирхисарска каза на Серски санджак на Османската империя. В „Етнография на вилаетите Адрианопол, Монастир и Салоника“, издадена в Константинопол в 1878 година и отразяваща статистиката на населението от 1873 година, селото (Kessèdli-tchiflik) е посочено като село с 32 домакинства и 100 жители българи.
През 1891 година Георги Стрезов пише:
| „ | Кеседжи, чифлик на Ю от Порой около един час. Орачи и овчаре; доста плодородна земя. 30 къщи български. | “ |

Според статистиката на Васил Кънчов („Македония. Етнография и статистика“) от 1900 година Кеседжи чифлик брои 180 жители, всички българи християни. Според статистиката на секретаря на Българската екзархия Димитър Мишев („La Macédoine et sa Population Chrétienne“) в 1905 година християнското население на селото (Kessedji-Tchiflik) се състои от 400 българи екзархисти. В селото има 1 начално българско училище с 1 учител и 12 ученици.
В 1904/1905 година в българското училище в селото преподава Георги Василев с непълно педагогическо образование.
При избухването на Балканската война в 1912 година четирима души от Кеседжи чифлик са доброволци в Македоно-одринското опълчение.

### В Гърция
През войната селото е освободено от части на българската армия, но след Междусъюзническата война в 1913 година селото попада в Гърция. В селото са заселени гърци бежанци. Според преброяването от 1928 година селото е чисто бежанско село с 34 бежански семейства със 159 души.

## Личности
Родени в Кеседжи чифлик
- Миле Георгев, македоно-одрински опълченец, четата на Дончо Златков[10]
- Стоян Гегов, македоно-одрински опълченец, четата на Дончо Златков[11]
- Танчо Гегов (? – 1922), деец на ВМРО, загинал в сражение с потеря на 8 ноември 1922 година заедно с Г. К. Гайдев от Порой и Тома Гоцев от Дели Хасан[12]
- Тако, македоно-одрински опълченец, четата на Илия Гегов[13]
- Тано Коджабаши и братя Георги и Коста, осъдени през септември 1903 година за убийство в Кеседжи чифлик, извършено от четата на Христо Куслев[14]
- Тодор Изов (Йозов, 1892 – ?), македоно-одрински опълченец, 3 рота на 3 солунска дружина[15]